# Tài liệu Panama
Tài liệu Panama hay Hồ sơ Panama (tiếng Anh: Panama Papers) là một bộ 11,5 triệu tài liệu mật được tạo ra bởi nhà cung cấp dịch vụ của công ty Panama Mossack Fonseca cung cấp thông tin chi tiết về hơn 214.000 công ty hộp thư, bao gồm cả danh sách của các cổ đông và các giám đốc. Những người và các cơ quan bị nhận diện bao gồm nhiều nhà chính trị và các tổ chức giàu có và nhiều thế lực của nhiều quốc gia. 11,5 triệu tài liệu được tạo từ những năm 1970, tổng cộng 2,6 terabyte đã được trao cho tờ báo Đức Süddeutsche Zeitung vào năm 2015 và sau đó đưa đến Liên đoàn nhà báo điều tra quốc tế (ICIJ - International Consortium of Investigative Journalists) đặt tại Washington. Các giấy tờ đã được phân phối đến và phân tích bởi khoảng 400 các nhà báo tại 107 tổ chức truyền thông tại hơn 80 quốc gia. Các báo cáo tin tức đầu tiên, cùng với 149 tài liệu này, đã được công bố vào ngày 03 tháng 4 năm 2016. Trong các tiết lộ khác đang được dự định, danh sách đầy đủ của các công ty sẽ được phát hành vào đầu tháng 5.
Tài liệu Panama là hồ sơ điều tra thứ năm của ICIJ về các công ty offshore (công ty ngoại biên) sau các hồ sơ Offshore leaks (công bố ngày 4 tháng 4 năm 2013 tiết lộ hàng trăm ngàn cá nhân và doanh nghiệp lợi dụng các thiên đường thuế để trốn thuế và rửa tiền), China Leaks (công bố năm 2014 về 20.000 công dân Trung Quốc liên quan đến các công ty offshore), Lux Leaks (công bố tháng 11 năm 2014 về ưu đãi thuế ở Luxembourg), Swiss Leaks (công bố tháng 2 năm 2015 về rửa tiền và trốn thuế ở Thụy Sĩ).

## Người tiết lộ
Trong một tuyên bố dài 1.800 từ, nhân vật đã tiết lộ Hồ sơ Panama lấy bí danh "John Doe" nói rằng chưa từng làm việc cho một cơ quan tình báo hay cơ quan chính phủ và chính sự bất bình đẳng thu nhập đã thôi thúc người này chia sẻ tài liệu mật.

## Bối cảnh
Mossack Fonseca là một công ty luật của Panama, chuyên cung cấp dịch vụ cho các công ty, được thành lập vào năm 1977 bởi Jürgen Mossack và Ramón Fonseca. Các dịch vụ của công ty bao gồm kết hợp các công ty với khu vực pháp lý trốn thuế ở nước ngoài, quản lý các công ty hộp thư và cung cấp dịch vụ quản lý tài sản. Công ty có trên hơn 500 nhân viên tại hơn 40 văn phòng trên toàn thế giới. Công ty này đã đại diện cho hơn 300.000 công ty, đăng ký chủ yếu ở Vương quốc Anh hoặc được quản lý tại nước này. Công ty này làm việc với các tổ chức tài chính lớn nhất thế giới, như Deutsche Bank, HSBC, Société Générale, Credit Suisse, UBS và Commerzbank, trong một số trường hợp để giúp khách hàng của các ngân hàng thiết lập các cấu trúc phức tạp mà gây khó khăn cho những người thu thuế và các nhà điều tra để theo dõi dòng chảy tiền từ một nơi này sang một nơi khác. Trước khi bị rò rỉ trong Panama Papers, Mossack Fonseca đã được mô tả bởi các "nhà kinh tế" như một công ty "kín tiếng" đứng hàng đầu trong ngành công nghiệp về tài chính trốn thuế ở nước ngoài.

## Toàn cầu hóa báo chí
Giám đốc ICIJ Gerard Ryle nói, nếu chỉ là một tờ báo thì không thể khai thác được một tài liệu khổng lồ như vậy. ICIJ là một hội nhỏ có trụ sở ở Washington, được thành lập năm 1997 vào một thời điểm mà cuộc sống, kinh tế và các vụ bê bối trở nên toàn cầu, vì vậy nhiều cuộc điều tra cũng phải toàn cầu. Khoảng gần 200 nhà báo từ 65 quốc gia, là thành viên của mạng lưới và cùng nhau làm việc trong những chương tình điều tra, tin vào điều này. Các hội viên ở Đức gồm có các phóng viên điều tra Hans Leyendecker, Frederik Obermaier, Bastian Obermayer, nhà báo của đài ND Julia Stein cũng như Georg Mascolo, người điều hành nhóm điều tra từ các cộng tác viên các đài NDR, WDR và tờ báo SZ.
ICIJ chuyên về các hồ sơ lớn. Làm việc cho liên đoàn không chỉ các nhà báo, mà còn các chuyên gia máy tính giúp đỡ các nhà báo để họ có thể tìm kiếm ví dụ với từ khóa tử các tập tin định dạng khác nhau. Họ thiết lập một phòng tin ảo, cung cấp tất cả các tài liệu trên các máy chủ mà các nhà báo có thể tiếp cận được từ văn phòng của họ.
Từ nhiều năm qua ICIJ đã vạch trần nhiều vụ bê bối toàn cầu, như về việc buôn lậu của các tập đoàn thuốc lá, đánh cá bất hợp pháp, buôn bán các bộ phận xác chết hoặc sử dụng của các công ty lính đánh thuê tư nhân trong các cuộc chiến tranh. ICIJ được biết đến trên toàn thế giới là qua chương trình Offshore leaks, lúc Ryle, một nhà báo điều tra, từng đoạt giải thưởng từ Úc, và kể từ năm 2011 giám đốc của nhóm ICIJ, được cung cấp dữ liệu từ các thiên đường thuế, 160 lần rộng lớn hơn so với các hồ sơ WikiLeaks. Tiếp theo là những tường thuật khác về việc chuyển tiền quốc tế và thiên đường thuế, bao gồm cả Luxembourg Leaks và Swiss Leaks.

### Ngân sách
Tổng ngân sách năm 2015 của ICIJ là khoảng $ 1.800.000, được tài trợ hoàn toàn bởi sự đóng góp. Đây là một dự án của Trung tâm Liêm chính Công, một tổ chức phi lợi nhuận ở Mỹ, mà muốn phát hiện ra những lạm dụng quyền lực và tham nhũng, nhưng nó không chi tiền cho ICIJ. Ryles có 11 nhân viên, cho các dự án lớn như tài liệu Panama ông thuê thêm những người làm việc tự do, bao gồm cả các nhà báo viết các văn bản và quay video để giải thích vào phần cuối dự án. Còn các nhà báo từ mạng lưới (thành viên của hội) vẫn được trả tiền bởi các hãng truyền thông của họ. Trong số các nhà tài trợ chính của ICIJ bao gồm Adessium Foundation của gia đình van Vliet người Hà Lan, người kiếm tiền nhờ quản lý tài sản, tức là các dịch vụ tài chính, Trung tâm Pulitzer về tường thuật các vụ khủng hoảng, tiền từ gia đình nhà báo Pulitzer, từ quỹ của gia đình sản xuất ô tô Ford. Một trong những tổ chức ủng hộ nhiều nhất từ nhiều năm nay là quỹ Open Society của tỷ phú George Soros. Nó đóng góp gần 1/3 tổng ngân sách của ICIJ. Soros là một nhân vật gây tranh cãi: Các nhà quản lý quỹ đầu tư 85 tuổi kiếm được tiền của mình với đầu cơ tài chính, một trong những đặt cược huyền thoại của ông vào đồng bảng Anh đã mang toàn bộ đơn vị tiền tệ này lảo đảo. Theo Ryle, Soros đã không bao giờ can thiệp vào công việc của ông. Soros còn không biết, quỹ của mình ủng hộ ai. Sau vụ tiết lộ LuxLeaks, ông đã đề nghị tài trợ cho ICIJ. Người của ông trả lời, "Chúng ta đã làm từ lâu".
Về sự độc lập của ICIJ, Ryle cho biết, "Các nhà tài trợ không có ảnh hưởng gì cả với công việc của chúng tôi, chúng tôi đã cố tình chọn không lấy tiền từ một người, mà muốn cho chúng tôi phải làm hay không nên làm chuyện gì đó." ICIJ được tự do trong việc lựa chọn chủ đề và không chấp nhận lấy tiền từ các nhà tài trợ, mà có một chủ đề ưu tiên cụ thể như bảo vệ môi trường: "Các công ty truyền thông lớn sẽ không làm việc với chúng tôi, nếu chúng tôi có một sứ mệnh." Trái với lời cáo buộc của Wikileaks đăng trên Twitter, theo Ryle, IIJ không nhận tiền của chính phủ nào cũng như cơ quan nào thân chính phủ.
ICIJ không chỉ thị các nhà báo cách họ tường thuật về những tài liệu họ cùng điều tra. Liên đoàn chỉ cung cấp các công cụ, đặc biệt là các cơ sở dữ liệu và quan hệ với các đồng nghiệp trên khắp thế giới. Có một vài quy tắc: Các nhà báo phải chia sẻ kết quả điều tra của họ cho đồng nghiệp, và có một thời hạn cấm trước khi được phép công bố. Thời điểm được công bố là quan trọng để sự hợp tác không trở thành một cuộc đua, mà là một cuộc điều tra chung.

## Sự kiện
Vụ rò rỉ bao gồm 11,5 triệu tài liệu được tạo ra giữa những năm 1970 và đầu năm 2016 bởi công ty Mossack Fonseca có trụ sở tại Panama, mà tờ báo The Guardian mô tả là "công ty luật giúp trốn thuế ở nước ngoài lớn thứ tư trên thế giới". 2,6 terabyte dữ liệu bao gồm các thông tin về 214.488 công ty trốn thuế ở nước ngoài liên quan đến các quan chức chính quyền. Các tài liệu đã được xem xét bởi các nhà báo trên khắp 80 quốc gia. Gerard Ryle, giám đốc của Liên đoàn phóng viên điều tra quốc tế (ICIJ), dự đoán rằng sự rò rỉ này sẽ là "cú đánh lớn nhất mà thế giới trốn thuế ở nước ngoài đã phải gánh chịu " do bề rộng của các tài liệu bị rò rỉ.

### Những người liên quan

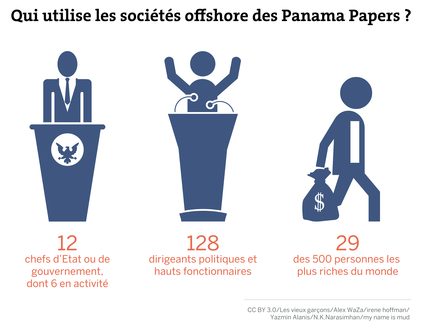
Minh họa của tờ Le Monde vào tháng 4 năm 2016 cho thấy một số các nhân vật có liên quan đến Panama Papers.

Báo cáo đầu tiên ghi nhận các kết nối tài chính và quyền lực giữa nhiều nhân vật chính trị cấp cao và người thân của họ. Tổng thống Argentina Mauricio Macri đã được liệt kê trong danh sách như là một giám đốc của một công ty thương mại có trụ sở ở Bahamas, mà ông đã không khai báo khi làm thị trưởng thành phố Buenos Aires; hiện chưa rõ là có phải khai báo việc này không. Báo The Guardian tường thuật rằng, sự rò rỉ tiết lộ một xung đột lợi ích rộng lớn kết nối giữa các thành viên của Ủy ban Đạo đức FIFA (FIFA Ethics Committee) và cựu phó chủ tịch FIFA Eugenio Figueredo.
- Một số người hiện đang là nguyên thủ quốc gia đã được nêu tên trong tài liệu Panama, trong đó có tổng thống Mauricio Macri của Argentina, Khalifa bin Zayed Al Nahyan của Các Tiểu vương quốc Ả Rập Thống nhất, Petro Poroshenko của Ukraina, cũng như Vua Salman của Ả Rập Xê Út, và Thủ tướng Iceland Sigmundur David Gunnlaugsson.[16] Trong số các nhà lãnh đạo đất nước trước đây, đã có thủ tướng Gruzia (Bidzina Ivanishvili), Iraq (Ayad Allawi), Jordan (Ali Abu al-Ragheb), Qatar (Hamad bin Jassim bin Jaber Al Thani) và Ukraina (Pavlo Lazarenko), cũng như Tổng thống Sudan Ahmed al-Mirghani và Emir của Qatar Hamad bin Khalifa Al Thani.[16]
- Quan chức chính quyền, cũng như là thân nhân và những người thân cận với các lãnh tụ quốc gia, từ các quốc gia khác nhau cũng được nêu tên, bao gồm những người từ Algérie, Angola, Argentina, Azerbaijan, Botswana, Brazil, Campuchia, Chile, Trung Quốc, Cộng hòa Dân chủ Congo, Cộng hòa Congo, Ecuador, Ai Cập, Pháp, Ghana, Hy Lạp, Guinea, Honduras, Hungary, Iceland, Ấn Độ, Ý, Bờ biển Ngà, Kazakhstan, Kenya, Malaysia, México, Maroc, Malta, Nigeria, Pakistan, Palestine, Panama, Peru, Ba Lan, Rwanda, Sénégal, Nam Phi, Ả Rập Xê Út, Hàn Quốc, Tây Ban Nha, Syria, Vương Quốc Anh, Venezuela và Zambia.[16]
- Một số cá nhân có máu mặt có liên quan tới FIFA, bao gồm cựu Chủ tịch CONMEBOL Eugenio Figueredo,[17] cựu Chủ tịch UEFA Michel Platini,[18] cựu Tổng thư ký FIFA Jerome Valcke,[18] và cầu thủ đá banh người Argentina Lionel Messi.[17] Lionel Messi và cha anh có sở hữu một công ty ở Panama có tên là Mega Star Enterprises Inc., công ty này không có trong thông tin của nhà điều tra của Tây Ban Nha khi họ xem xét vấn đề thuế của Messi và bố anh.[19]
- Trong tài liệu Panama cũng có tên nhiều người từ thế giới tình báo sử dụng rộng rãi những dịch vụ của công ty Mossack Fonseca để che giấu hoạt động: 2 người nghi phạm trong vụ bê bối Iran-Contra những năm 1980, một người bị tình nghi đã giúp đỡ chuyên chở vũ khí tới Afghanistan, nhiều cựu lãnh đạo cao cấp của tình báo Ả Rập Xê Út, Colombia and Rwanda. Trong Iran-Contra, giới chức cấp cao Mỹ đã hỗ trợ các hoạt động bán vũ khí bí mật cho Iran để đổi lấy việc thả các con tin người Mỹ và hỗ trợ cho lực lượng nổi dậy Contra của Nicaragua. Ngoài ra còn có tộc trưởng Saudi Kamal Adham, chết năm 1999, trong thập niên 1970 là người môi giới quan trọng nhất giữa Hoa Kỳ và vùng Trung Đông. Doanh nhân Hy Lạp Sokratis Kokkalis, mà Stasi từng gọi là " điệp viên Rocco". Và cả gián điệp tư nhân người Đức Werner Mauss, mà một mình có cả hàng tá công ty hộp thư.[20]

Một số nhân vật có liên quan trực tiếp
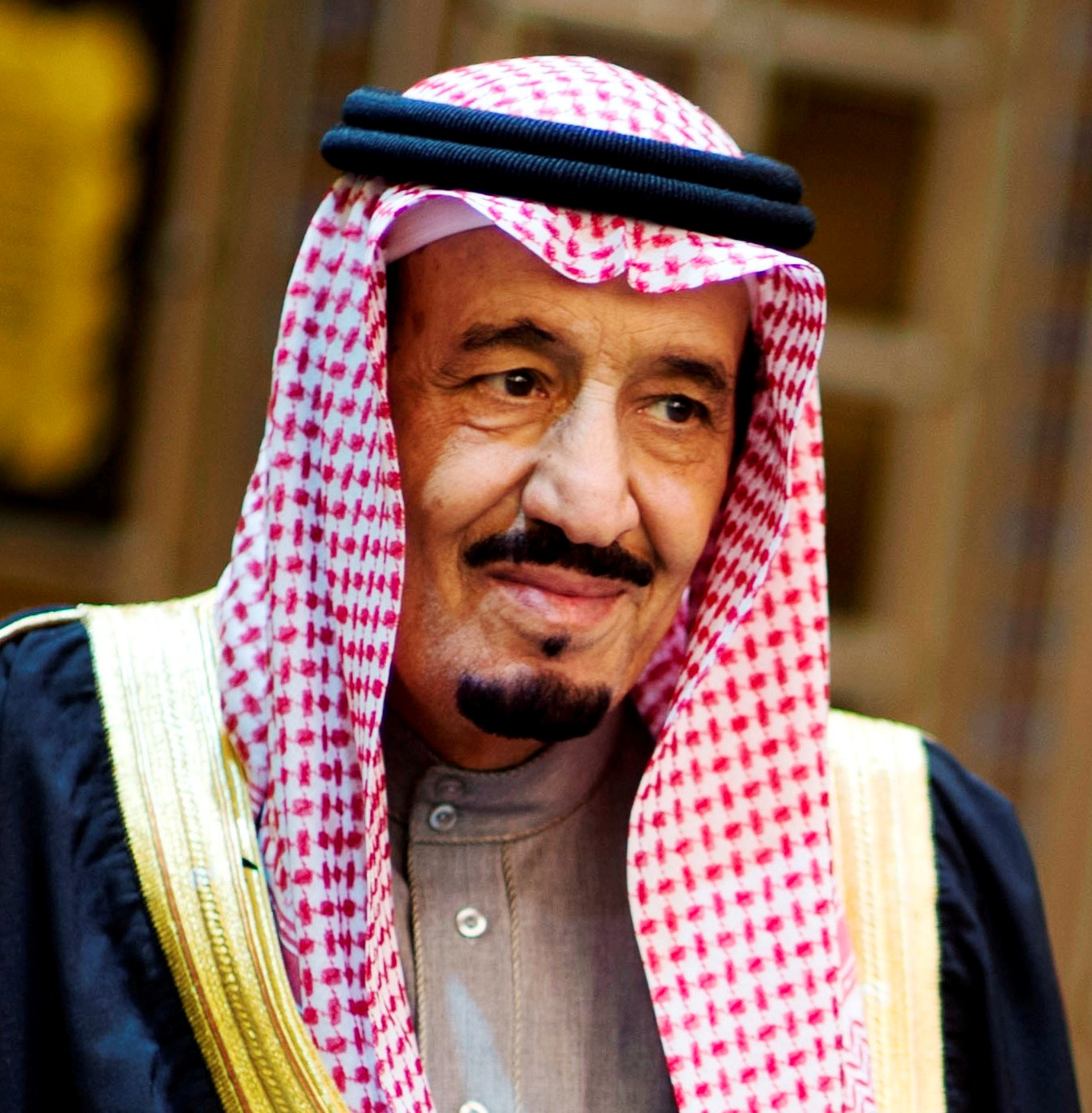
Salman Al Saud, vua của Ả Rập Xê Út.
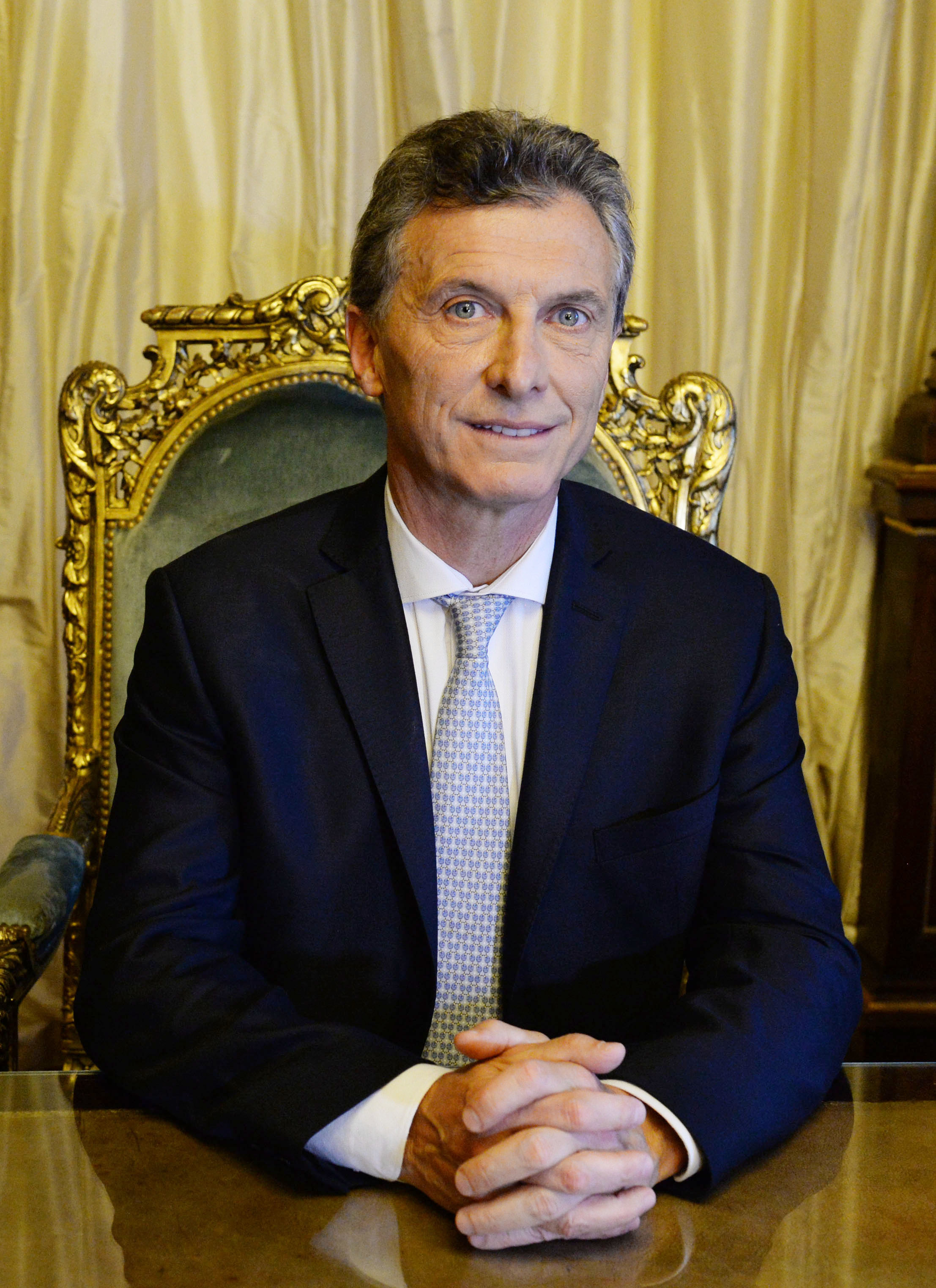
Mauricio Macri, tổng thống Argentina.
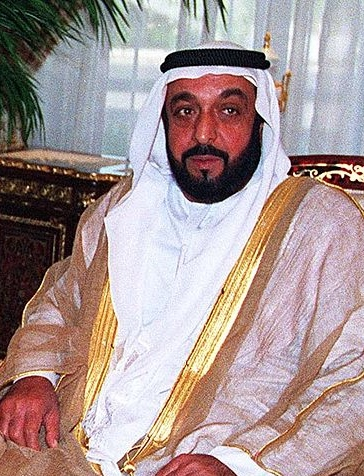
Sheikh Khalifa Al Nahyan, chủ tịch UAE.
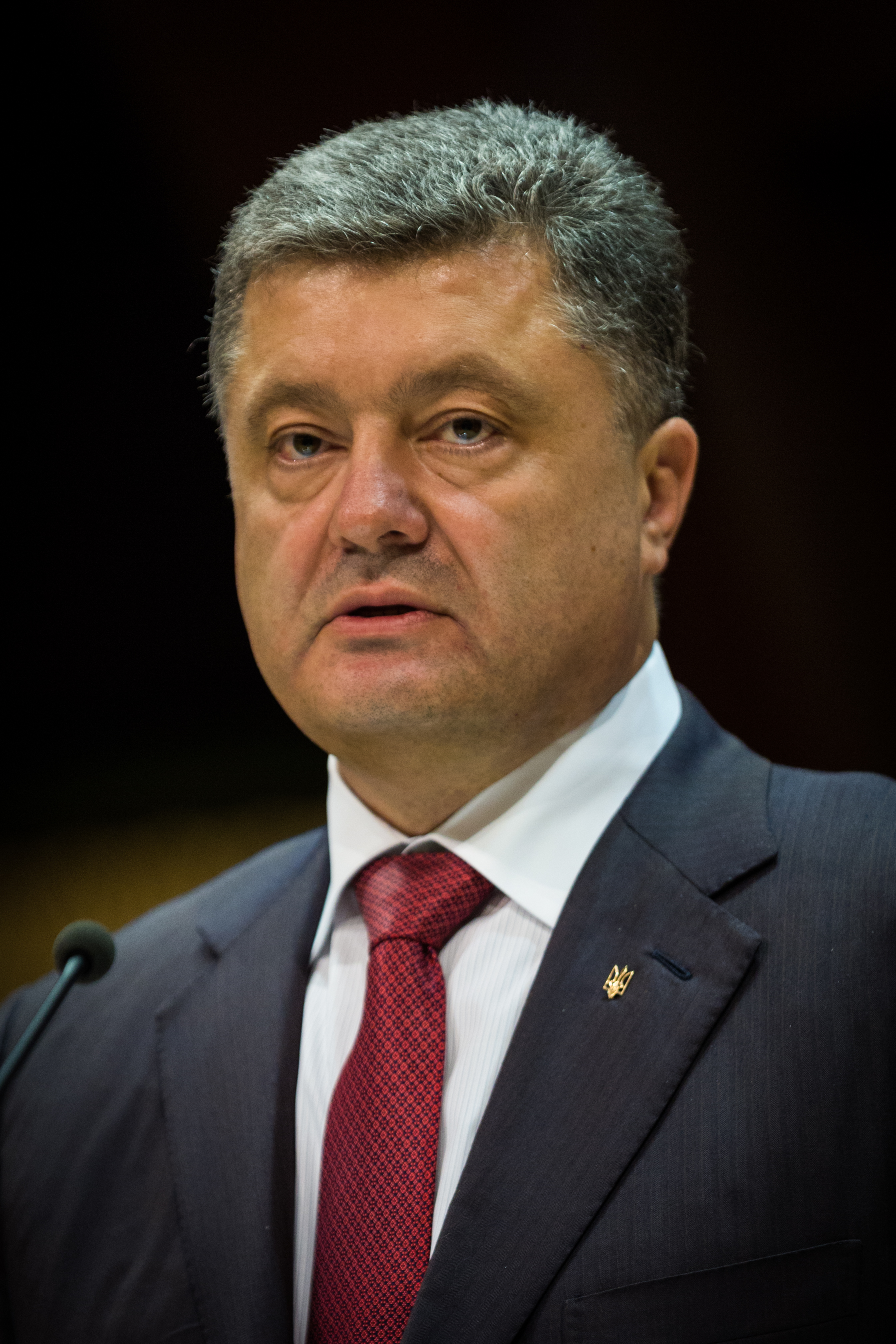
Petro Poroshenko, tổng thống Ukraine.
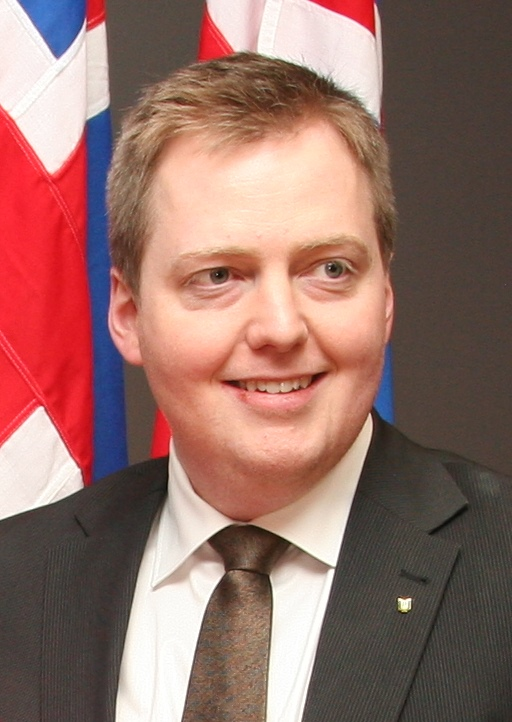
Sigmundur Davíð Gunnlaugsson, thủ tướng Iceland.
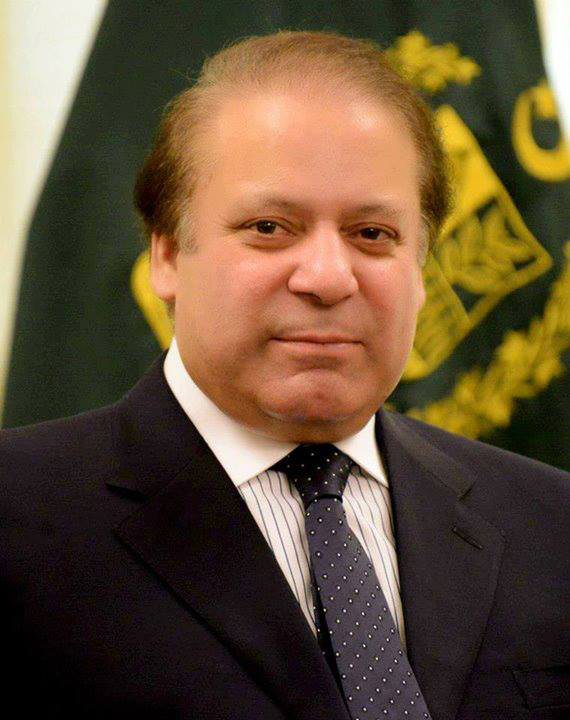
Nawaz Sharif, Thủ tướng Pakistan.
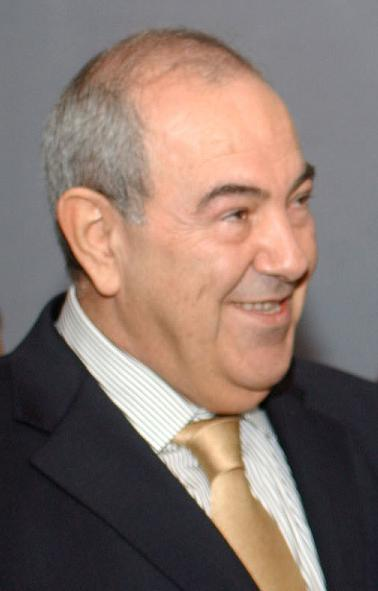
Ayad Allawi, cựu Thủ tướng Iraq.
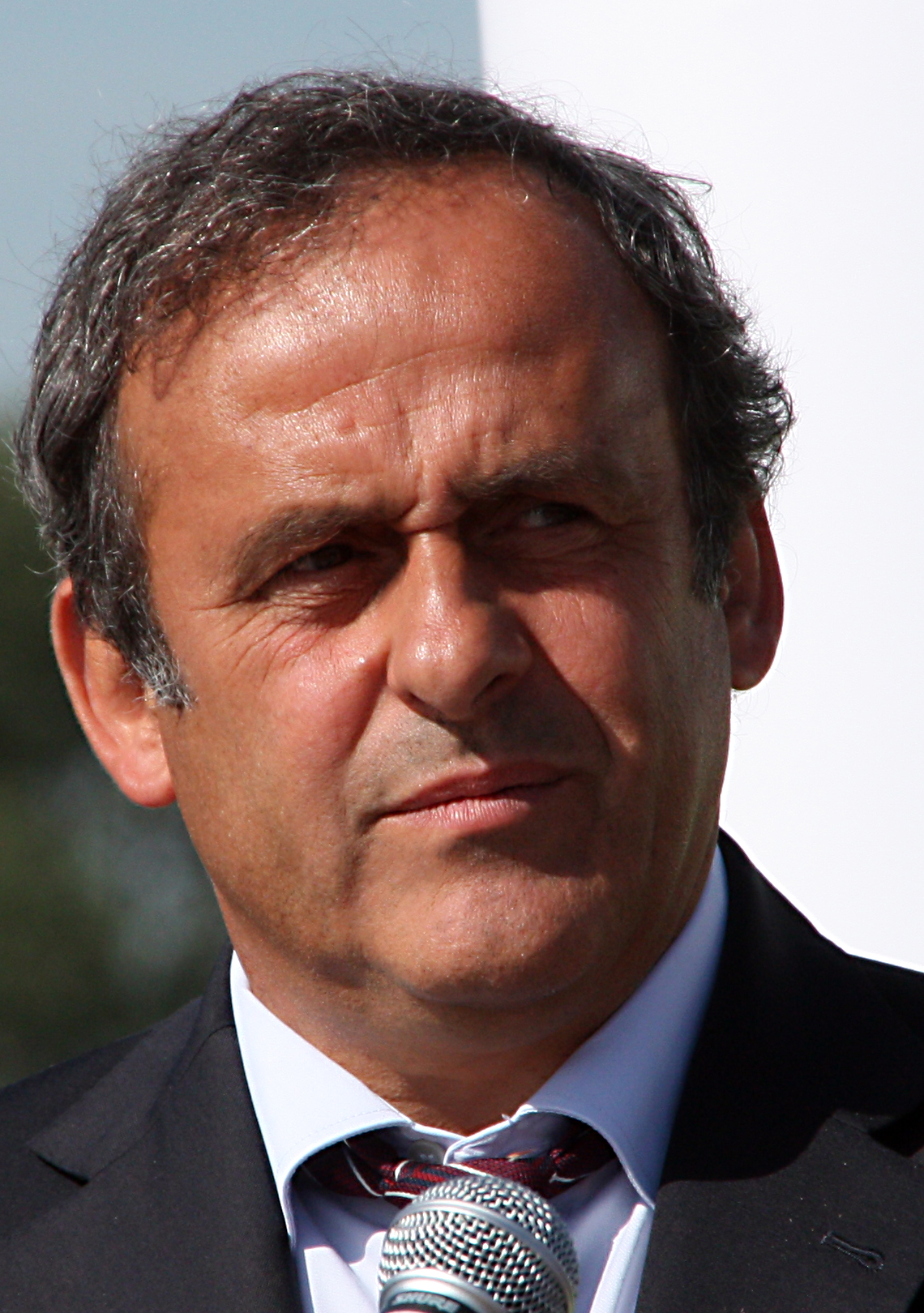
Michel Platini, cựu chủ tịch của UEFA
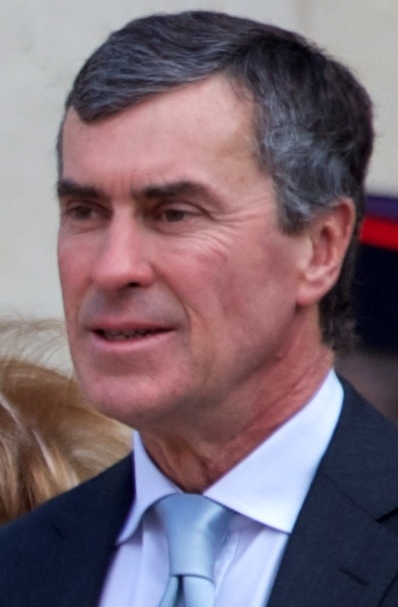
Jérôme Cahuzac, cựu bộ trưởng ngân sách của Pháp.

#### Ấn Độ
- Các diễn viên Ấn Độ Amitabh Bachchan và Aishwarya Rai đã được nêu tên trong số những người Ấn Độ khác bởi Indian Express.[21]

#### Áo
2 trong những vụ được biết đến ở Áo dính líu tới 2 nhà băng ở nước này. Tổng thống Ukraina, Petro Poroschenko, được nhà băng Raiffeisen Bank International (RBI) 2010 cho mượn 115 triệu Dollar, mà được bảo đảm bởi một công ty có trụ sở ở BVJ. Theo các nhà chuyên môn thì đây là một hình thức rửa tiền. Nhà băng Hypo Vorarlberg, mà 76% thuộc sở hữu của bang Áo Vorarlberg, có khoảng 20 tài khoản công ty ma. Một tài khoản của Hypo Vorarlberg dẫn tới một người thân cận của Putin, Gennadi Timtschenko, mà nằm trong danh sách trừng phạt của Hoa Kỳ từ 2014 vì sự sáp nhập Bán đảo Krym vào Nga. Nhà băng giải thích, không còn hoạt động kinh doanh với ông ta.

#### Argentina
Ngoài tổng thống Mauricio Macri của Argentina, có tên trong tài liệu Panama còn có cựu nữ tổng thống Cristina Fernández de Kirchner, Daniel Muñoz, thư ký lâu năm của cựu tổng thống Néstor Kirchner. Trong số 570 người Argentina có trong danh sách còn có cha của ngôi sao đá banh Lionel Messi là chủ công ty đăng ký tại Panama „Mega Star Enterprises". Cả cha và con cuối tháng 5 phải ra tòa Tây Ban Nha về nghi ngờ trốn thuế.

#### Azerbaijan
Khi tổng thống Ilham Aliyev lên nắm quyền 2003, bộ trưởng bộ thuế vụ Fazil Mammadov đã lập một tập đoàn có tên là AtaHolding. AtaHolding có phần ở các nhà băng, hãng xây cất, ngành viễn thông, hầm mỏ, dầu hỏa và khí đốt ở Azerbaijan. Với sự giúp đỡ của Mossack Fonseca họ thành lập FM Management Holding Group SA và UF Universe Foundation, được quản lý bởi vợ tổng thống Aliyev 2 năm sau đó bên cạnh bộ trưởng thuế vụ. UF Universe Foundation kiểm soát công ty FM Management ở Panama, mà có công ty Financial Management Holding Limited với trụ sở ở Anh. Hãng này lại có 51% của hãng AtaHolding ở Azerbaijan. Giá trị năm 2014: 490 Millionen Dollar. Năm 2006 tổng thống Aliyev trao chủ quyền của 6 mỏ vàng ở Azerbaijan sang nhiều công ty, 2 trong số này ở thiên đường thuế. Cả hai công ty này thuộc quyền sở hữu 56% 2 người con gái của vị tổng thống, Arzu và Leyla.

#### Bắc Triều Tiên
- DCB Finance Limited có chủ và giám đốc ở Bắc Triều Tiên, được đăng ký tại Quần đảo Virgin thuộc Anh (BVI) và được quản lý bởi Mossack Fonseca năm 2006. Trong tháng mười, Bắc Triều Tiên tiến hành thử nghiệm vũ khí hạt nhân lần đầu tiên với một vụ nổ dưới lòng đất có kiểm soát. Sau cuộc khủng hoảng ngoại giao tiếp theo, Liên Hợp Quốc đã cho đóng băng tài sản và cấm du lịch và thương mại với Bắc Triều Tiên. Năm 2013 DCB Finance Limited bị Bộ Tài chính Mỹ liệt vào danh sách trừng phạt vì đã cung cấp tài chính cho một ngân hàng hỗ trợ kinh phí cho chương trình phát triển vũ khí hạt nhân và tên lửa đạn đạo của Triều Tiên. Mãi tới năm 2010 Mossack Fonseca mới thôi quản lý cho DCB Finance Limited, sau khi nhận được thư của Cơ quan điều tra tài chính của BVI yêu cầu cho chi tiết về công ty này.[26][27]

#### Các Tiểu vương quốc Ả Rập Thống nhất
- Theo TeleSUR, Tổng thống Các Tiểu vương quốc Ả Rập Thống nhất là Khalifa bin Zayed Al Nahyan "đã sử dụng dịch vụ của Mossack Fonseca để thành lập và điều hành ít nhất 30 công ty trong Quần đảo Virgin thuộc Anh, sở hữu khối tài sản 1,7 tỷ đô la về thương mại cũng như những căn hộ cao cấp ở những khu sang trọng ở Vương quốc Anh."[28]

#### Canada
- Ít nhất là 3 nhà băng lớn Royal Bank of Canada (RBC), Bank of Nova Scotia (Scotiabank) và Canadian Imperial Bank of Commerce (CIBC) và khoảng 550 người Canada có dính líu vào vụ này. Chỉ riêng qua RBC trên 370 công ty hộp thư đã được lập ra.[29]

#### Đức
- Gàn 30 nhà băng Đức đã lập và điều hành 1200 công ty hộp thư qua dịch vụ của MossFon, trong đó có Deutsche Bank, Dresdner Bank, Commerzbank, UBS-Deutschland, BayernLB và HSH-Norbank.[30]
- Có trên 1.000 người Đức là khách hàng của công ty Mossack Fonseca. Bernie Ecclestone, giám đốc của Công thức 1, đã dùng một công ty hộp thư Valper Holdings để giao tiền hối lộ, hàng triệu Euro, cho một trong những giám đốc nhà băng Bayern-LB, Gerhard Gribkowsky.[31] Theo đài truyền hình nhà nước Đức NDR, hãng xe đua Mercedes, một hãng con của hãng sản xuất xe hơi Mercedes đã ký hợp đồng với tài xế đua xe Công thức 1 Nico Rosberg qua một công ty hộp thư "Ambitious Group Limited" ở Quần đảo Virgin thuộc Anh. Công ty này lại có chính thức 2 công ty ở đảo Jersey ở Eo biển Manche, quản lý bởi Mossack Fonseca, được dùng để che giấu ai thực sự là chủ công ty.[32]

#### Hoa Kỳ
Báo McClatchy Newspapers, cơ quan tin tức Mỹ duy nhất tham gia, đã tìm thấy bốn người Mỹ trong các tài liệu, tất cả trước đó đều đã hoặc bị buộc tội hoặc bị kết án về tội phạm tài chính như là gian lận và trốn thuế. Năm 2008, Mossack Fonseca báo cáo sử dụng một người đàn ông người Anh 90 tuổi để che giấu các tài khoản nước ngoài của Marianna Olszewski, một nữ doanh nhân nổi tiếng của Mỹ. Tổng cộng hiện có 1260 công ty hộp thư có trụ sở ở bang Nevada được MossFon quản lý.
Việc thiếu vắng người Mỹ trong việc rò rỉ này đã được cho là do "các công ty vỏ bọc có thể được tạo ra tại Hoa Kỳ một cách dễ dàng và các ngân hàng quốc tế lớn có trụ sở tại Mỹ có xu hướng có tài khoản nước ngoài ở Caymans, và việc rò rỉ này là từ Panama ".
Đài BBC tường thuật "nhiều người" đã đặt câu hỏi tại sao có được không có nhiều người Mỹ hơn liên quan và cho rằng người Mỹ có thể được sử dụng các bang của Mỹ, chẳng hạn như Delaware, Nevada và Wyoming nơi mà luật pháp dễ dãi trong việc tạo ra các công ty vỏ bọc, hoặc các nước khác như Bermuda, quần đảo Cayman, Singapore, nơi người ta nói tiếng Anh, có một hệ thống pháp luật tương tự và một chính phủ ổn định tồn tại. Những luật lệ gần đây của Hoa Kỳ như Đạo luật Tuân thủ thuế Tài khoản nước ngoài (FATCA) và những thứ khác có thể làm cho việc trốn thuế trở nên khó khăn hơn cho công dân Mỹ và nhiều tên Mỹ hơn có thể được tiết lộ khi kiểm tra thêm.
Để đối phó với việc thiếu của các cá nhân Mỹ tại các văn bản, biên tập viên của tờ Süddeutsche Zeitung cho biết: "Chỉ cần chờ đợi cho những gì đang xảy đến tiếp theo." 
Trả lời về việc việc thiếu vắng các cá nhân Mỹ tại các tài liệu, biên tập viên của tờ Süddeutsche Zeitung cho biết: "Hãy chờ xem những gì sẽ xảy ra sắp tới." 
Theo ông Eoin Higgins và tờ báo The New Yorker, Thỏa hiệp thương mại tự do Panama (Panama Free Trade Agreement) buộc Panama phải đưa thông tin cho nhà cầm quyền Hoa Kỳ về chủ công ty, các quỹ và các cá nhân, đó là lý do tại sao có rất ít tên người Hoa Kỳ trong tài liệu.

#### Nga
- Theo tờ Guardian, tên của Vladimir Putin "không xuất hiện trong bất kỳ các hồ sơ nào", nhưng có một báo cáo dài được công bố về những người bạn của ông trong danh sách.[40] Đó là Sergei Roldugin, có lẽ là bạn thân nhất của Putin và là cha đỡ đầu của con gái đầu của ông ta. Theo báo "Guardian" Roldugin quản lý nhiều công ty chỉ có hộp thư với tài sản trên 100 triệu Dollar. Jurij Kowaltschuk, tổng giám đốc ngân hàng Rossija, đã chuyển cả tỷ Dollar vào công ty trốn thuế Sandalwood Continental, tiền từ đó được cho mượn ở Nga với tiền lời rất cao. Tiền kiếm được chuyển vào nhà băng ở Thụy Sĩ. Gennadij Timtschenko, một doanh nhân mua bán dầu hỏa, bạn Putin từ 30 năm nay. Arkady và Boris Rotenberg, bạn của Putin từ thời thơ ấu và hiện là tỷ phú xây cất. Qua đó, những người này đã bí mật tuồn khoản tiền khoảng 2 tỉ USD thông qua các ngân hàng và các công ty "ma".[19][41] Nhà chính trị học Nga Karen Dawisha nói, đó là một chuyện phi thường, nếu những người này có thể làm giàu như vậy nếu không có sự đỡ đầu của Putin.[42][43]

#### Pháp
Hai thành viên trong nhóm người thân cận của vị lãnh đạo cực hữu Pháp Marine Le Pen, một doanh nhân Frédéric Chatillon và một kế toán viên Nicolas Crochet chuyển hàng trăm nghìn euro sang một công ty bình phong bằng cách làm hóa đơn giả trong 2 năm 2013, 2014, theo nhật báo Le Monde của Pháp.

#### Syria
Rami Makhlouf anh em họ bên mẹ của tổng thống Assad, được xem là người giàu nhất Syria và là một trong các nhà tài chính của chính quyền ông ta. Đầu năm 2008, Bộ tài chính Mỹ cảnh báo Makhlouf hưởng lợi và trợ giúp cho việc tham nhũng của các quan chức trong bộ máy cầm quyền tại Syria, và ra lệnh đóng băng tài khoản ngân hàng và cấm các công ty của Mỹ thực hiện các hoạt động kinh doanh với Makhlouf. Từ 1998 ông ta đã có công ty Polter Investments ở BVI và sau đó 3 công ty nữa Cara-Corporation, Dorling International và Ramak Limited, được quản lý bởi MossFon. Các công ty này được cho là hỗ trợ cho các thương vụ giao dịch vũ khí, nguyên liệu dầu và gas "tiếp lửa", gia tăng sự tàn khốc của cuộc nội chiến tại Syria, mà xảy ra năm 2011. Chỉ từ tháng 5 năm 2011, khi liên minh châu Âu cũng ra lệnh trừng phạt Makhlouf, các công ty bình phong của ông ta mới từ từ vị đóng cửa. Ngoài Rami Makhlouf trong Tài liệu Panama còn có tên 3 người anh em ông ta với hàng chục công ty vỏ bọc.

#### Trung Quốc
- Trong số các tên tuổi bị nghi vấn có anh rể của Tổng Bí thư Tập Cận Bình, ông Đặng Gia Quý và con gái của cựu thủ tướng Lý Bằng, Lý Tiểu Lâm. Hồ sơ cũng chỉ ra các công ty ở nước ngoài có liên quan tới gia đình Tổng Bí thư Đảng Cộng sản Trung Quốc Tập Cận Bình [19]. Ngày 6 tháng 4, theo tường thuật mới của ICIJ có thêm con trai của Hồ Diệu Bang, tổng bí thư đảng Cộng sản Trung Quốc từ 1982-87, có công ty hộp thư từ 2003 ở BVJ. Ngoài ra còn có tài tử phim ảnh Jackie Chan cũng có một công ty tương tự từ 2008. Ở Trung Quốc mở một công ty bình phong tốn khoảng 1.000 Euro và mất chừng 2 tuần. Trong 34 văn phòng của MossFon ở khắp thế giới, nếu tính thêm một văn phòng ở Hồng Kông, ở Trung Quốc có tổng cộng 8 văn phòng.[47] Tổng cộng khách hàng Trung Quốc có 40 ngàn công ty ma được quản lý bởi MossFon.[48]

#### Vương quốc Anh
- Trong số những người dính líu có cả người cha quá cố của thủ tướng Anh David Cameron. Ian Cameron thuộc về nhóm tài chính, những người mà giúp đỡ những người giàu tránh trả thuế bằng cách mở quỹ đầu tư Blairmore tại Bahamas cũng được quản lý bởi Mossack Fonseca. Ian Cameron là một trong 5 nhà giám đốc quỹ người Anh, tuy nhiên quỹ này lại có thêm 6 giám đốc từ Thụy Sĩ cho nên họ không phải trả một cắc thuế tại Anh. Có nghi vấn là 6 giám đốc sau chỉ là bù nhìn, vì mọi việc quan trọng đều được quyết định ở Anh. Mọi việc tuy hợp pháp, nhưng không ngay thẳng. Trong số những khách hàng của quỹ này là ban nhạc Rolling Stones.[49] David Cameron thú nhận với đài ITV vào ngày 7.4, trước khi trở thành thủ tướng ông có đầu tư vào một quỹ Offshore của cha mình ở Panama. Ông và vợ ông đã mua vài phần vào tháng 4 năm 1997 với giá 12.497 Pound và bán lại vào tháng 1 năm 2010 với giá 31.500 Pound và có trả thuế ở Anh.[50]

#### Việt Nam
Hiệp hội các nhà báo điều tra quốc tế (ICIJ) hôm 9-5 (giờ Mỹ) đã tung ra cơ sở dữ liệu bí mật về gần 214.000 pháp nhân ở nước ngoài. Theo dữ liệu trong Hồ sơ Panama được công bố (không bao gồm dữ liệu cũ từ Offshore Leaks), có 7 pháp nhân hải ngoại liên quan đến các cá nhân hay công ty Việt Nam, 99 cá nhân liên quan đến Việt Nam (bao gồm cả tên người Việt Nam và tên người nước ngoài), 6 cá nhân/công ty trung gian liên quan đến Việt Nam. Danh sách địa chỉ 68 công ty liên quan đến Việt Nam cũng được công bố và nhiều tên công ty/cá nhân trong dữ liệu này có thể bị trùng lặp và đăng hai lần.

### Các công ty có liên quan
Mossack Fonseca đã quản lý một số lượng lớn các công ty trong những năm qua, với con số các công ty đang hoạt động lên tới mức trên 80.000 trong năm 2009. Hơn 210.000 công ty tại 21 khu vực pháp lý offshore xuất hiện trong các tập tin của Mossack Fonseca, hơn một nửa trong số đó đã được kết hợp trong Quần đảo British Virgin và nhiều nơi khác, ở Panama, Bahamas, Seychelles, Niue và Samoa. Qua nhiều năm, Mossack Fonseca đã làm việc với khách hàng tại hơn 100 quốc gia, hầu hết các công ty đến từ Hồng Kông, Thụy Sĩ, Anh, Luxembourg, Panama, và Cyprus. Mossack Fonseca cũng đã làm việc với hơn 14.000 ngân hàng, công ty luật, những người kết nối công ty và những người khác để thành lập các công ty, các quỹ và các tập đoàn (trusts) cho các khách hàng. Hơn 500 ngân hàng đăng ký gần 15.600 công ty vỏ bọc (nhiệm vụ chỉ chuyển tiền và tài sản) với Mossack Fonseca với HSBC và những chi nhánh của nó tạo ra tổng cộng hơn 2.300 công ty. Dexia (Luxembourg), J. Safra Sarasin (Luxembourg), Credit Suisse (Channel Islands), và UBS (Thụy Sĩ) đã yêu cầu thành lập ít nhất 500 công ty hộp thư cho khách hàng của họ.

## Việc rò rỉ

Cuộc trò chuyện điện tử qua kênh mã hóa giữa Süddeutsche Zeitung và người tố giác.

Hơn một năm trước khi công bố đầu tiên của vụ rò rỉ Panama vào tháng 4 năm 2016, tờ báo Đức Süddeutsche Zeitung nhận được 2,6 terabyte các tài liệu liên quan đến Mossack Fonseca từ một nguồn tin giấu tên.
Số lượng của tài liệu bị rò rỉ làm cho các vụ rò rỉ khác trở nên nhỏ bé, như Cablegate 2010 (1.7 GB), Offshore Leaks 2013 (260 GB), Lux Leaks 2014 (4 GB), và Swiss Leaks 2015 (3.3 GB).
Các dữ liệu chủ yếu bao gồm e-mail, các tập tin PDF, hình ảnh, và các trích dẫn từ một cơ sở dữ liệu nội bộ hãng Mossack Fonseca. Các tài liệu trải dài từ những năm 1970 đến mùa xuân năm 2016. Các rò rỉ Panama Papers cung cấp dữ liệu về 214.000 công ty. Có một thư mục cho mỗi công ty vỏ bọc có chứa e-mail, các hợp đồng, bảng sao, và tài liệu hình thành từ máy quét. Các rò rỉ bao gồm 4.804.618 email, 3.047.306 tập tin từ cơ sở dữ liệu, 2.154.264 tập tin PDF, 1.117.026 hình ảnh, 320.166 tập tin văn bản, và 2.242 tập tin trong các định dạng khác.
Các phóng viên liên lạc với nguồn duy nhất thông qua các kênh mã hóa, bởi vì ông ta yêu cầu giấu tên: "Có một vài điều kiện. Cuộc sống của tôi đang gặp nguy hiểm, chúng ta sẽ chỉ chat qua những dòng mã hóa. Sẽ không có cuộc họp bao giờ hết... " Nhà báo của Süddeutsche Zeitung, Bastian Obermayer, cho biết người đưa tài liệu quyết định làm điều này bởi vì ông ta nghĩ Mossack Fonseca đã hành xử không đạo đức. Ông ta cho rằng công ty luật này ở Panama đang làm tổn hại thực sự cho thế giới, và ông muốn chuyện này chấm dứt. Đó là một trong những động lực."
Liên đoàn nhà báo điều tra quốc tế đã tổ chức nghiên cứu và xem xét các tài liệu. Họ tuyển các phóng viên và các nguồn lực tại The Guardian, BBC, Le Monde, SonntagsZeitung, Falter, La Nación và các đài truyền hình công cộng Đức NDR và WDR, đài Áo ORF. Nhóm nghiên cứu ban đầu đã gặp nhau tại Munich, Lillehammer, Luân Đôn và Washington D.C để cấu trúc nghiên cứu của họ. Các dữ liệu sau đó đã được phân phối đến và được phân tích bởi khoảng 400 nhà báo tại 107 tổ chức truyền thông tại hơn 80 quốc gia. Sau hơn một năm, báo cáo đầu tiên dựa trên các tài liệu, cùng với 149 bản văn gốc, đã được công bố vào ngày 03 tháng 4 năm 2016. Trong số các dự định tiết lộ khác, danh sách đầy đủ của các công ty sẽ được phát hành vào đầu tháng năm 2016.

## Lập công ty ma
Jason Sharman, giáo sư chính trị học tại đại học Griffith, Brisbane, Úc, nghiên cứu về việc lập công ty ma trên thế giới. Ông cùng với các nhân viên của mình dùng tên giả đã liên lạc với khoảng 3700 công ty luật và dịch vụ tại 180 nước, về việc thành lập công ty ma như tại MossFon. Trong vài trường hợp chỉ tốn vài trăm đô. Nghiên cứu của ông cùng với các bạn đồng nghiệp Mỹ Michael Findley và Daniel Nielson, cũng như khoảng 20 nhân viên, kéo dài 5 năm đã được công bố vào năm 2014. Kết quả gây nhiều ngạc nhiên: Nghe tới từ ngữ thiên đường thuế má, người ta chỉ nghĩ tới trung tâm tài chính xa lạ như ở BVJ, Bermuda hay Seychelles. Trên thực tế, Sharman kết luận, chinh tại những nước kỹ nghệ thuộc OECD những người trốn thuế và rửa tiền lại dễ lập công ty hộp thư nhất. Ông ta nói, lối ứng xử của các quốc gia OECD rất đạo đức giả. Họ đòi hỏi quốc tế phải rõ ràng, trong sáng và kiểm soát tốt hơn, lại chấp nhận trong nước những hoạt động kinh doanh không nghiêm túc.
Theo nghiên cứu của Sharman Hoa Kỳ kiểm soát còn tệ hơn là Panama, nước mà hiện đang bị chỉ trích. Trái hẳn với các nước khác Hoa Kỳ không tham dự vào việc trao đổi quốc tế về dữ liệu thuế má. Những nước kỹ nghệ khác, trong đó có Đức cũng không khá hơn. Sharman nói, nếu ông muốn trốn thuế thì sẽ mở một công ty ma ở bang Wyoming, Nevada oder Delaware của Hoa Kỳ. Các nhà chuyên môn khác cũng cho là 3 bang này đang cạnh tranh dữ dội nhất để dành khách hàng tài chính muốn mở công ty ma. Theo ông trước hết muốn dẹp bỏ nạn này, thì các quốc gia OECD phải kiểm soát tốt hơn ở trong nước mình. Ngoài ra các luật sư và các nhà băng có dính líu phải bị phạt nặng hơn.

## Phản ứng
- Mossack Fonseca trong bài bình luận chính thức dài 4 trang cho là công ty chưa bao giờ bị cáo buộc hay ra tòa vì những hành động bất hợp pháp, và bị nhận xét một cách sai lầm. Công ty luôn theo tiêu chuẩn quốc tế, để mà chắc chắn trong phạm vi của họ, là những công ty mà họ thành lập không được dùng để trốn thuế, rửa tiền, cung cấp tài chính cho các nhóm khủng bố hay các tội phạm khác.[59] Hiện Mossack Fonseca cũng đã loan báo cho cơ quan điều tra tội phạm về việc công ty mình bị đánh cắp tài liệu.[60] Một trong những người sáng lập Công ty luật Mossack Fonseca tại Panama là Ramon Fonseca nói với AFP rằng vụ rò rỉ là "một tội ác, một tội nghiêm trọng" và là "một cuộc tấn công vào Panama".[61]

### Phản ứng của các khách hàng dính líu
- Một phát ngôn viên nhà băng HSBC bình luận là " Những dẫn chứng thuộc về lịch sử, trong một vài trường hợp xảy ra 20 năm về trước, trước những cuộc cải tổ quan trọng của nhà băng mà họ đã loan báo cho công chúng trong vài năm gần đây."[62]
- Gia đình Messi loan báo đã làm đơn than phiền về những báo cáo được công bố buộc tội ông ta tụ tập một mạng lưới trốn thuế ở Panama. Gia đình ông phủ nhận Messi có dính líu vào và nói những lời buộc tội là vu khống. Họ nói công ty được nhắc tới trong Panama Papers không còn hoạt động nữa và Messi đã loan báo tất cả thu nhập cho cơ quan thuế vụ [63]
- Cựu tổng thống Argentina Christina Kirchner phủ nhận đã làm những điều gì sai quấy, và nói đây là chuyện bịa đặt.[64]
- Hãng đua xe Mercedes mà có trụ sở ở Brackley thuộc Anh cho biết là tiền lương của Nico Rosberg được trả trực tiếp vào tài khoản ở Monaco.[65]
- Thành viên của Ủy ban Đạo đức FIFA từ năm 2006 Juan Pedro Damiani, một luật sư từ Uruguay và chủ tịch câu lạc bộ đá bóng Atlético Peñarol Montevideo, đã từ chức sau khi công ty luật của ông bị lộ ra là khách hàng của MossFon, và hiện quản lý 400 công ty hộp thư. Ba khách hàng có công ty bình phong mà Damiani quản lý là những bị cáo chính trong cuộc điều tra FIFA của chính quyền Mỹ: cựu phó chủ tịch Fifa Eugenio Figueredo cũng như 2 nhà quản lý thể thao người Argentina Hugo und Mariano Jinkis. Figueredo là một trong những cán bộ, bị bắt trong tháng 5 năm 2015 trong khách sạng Zürich Baur Au Lac. Ông đã thú nhận, có nhận tiền hối lộ.[66]
- Tối ngày 10 tháng 4, nói trên đài truyền hình Nga, Sergej Roldugin nói ông quyên tiền để mua những nhạc cụ đắt tiền và để hỗ trợ các nhạc sĩ đang lên. Ông hiện đang điều hành nhà âm nhạc ở St. Petersburg.[67]

### Phản ứng và điều tra của chính quyền

#### Áo
Giám đốc nhà băng Hypo Vorarlberg Michael Grahammer mà có 20 công ty ma được quản lý bởi MossFon đã từ chức. Tuy nhiên ông cho là nhà băng không có phạm luật hay vi phạm các sự trừng phạt nào cả, việc từ chức là do hậu quả và các phát triển từ năm ngoái công thêm thành kiến của phương tiện truyền thông.

#### Azerbaijan
Về các cáo buộc gia đình tổng thống có công ty vỏ bọc ở Panma, phát ngôn viên của ông ta nói: " Trước khi bắt đầu sự nghiệp chính trị, Ilham Aliyev là một doanh nhân thành công. Các doanh nghiệp của ông ta minh bạch và hợp pháp. Nhưng ông ta đã chấm dứt tất cả, khi trở thành tổng thống. Aliyev không có công ty ma nào ở thiên đường thuế. Tất cả các lời cáo buộc đều không có cơ sở. Tất cả các công ty của những thân nhân ông ta đều hợp pháp và minh bạch.

#### Colombia
Cơ quann quốc gia về Hải quan và Thuế vụ đã phát động một cuộc điều tra về tất cả 850 khách hàng của văn phòng Mossack Fonseca ở Colombia, được thành lập 2009. Trong năm 2014, Colombia đã đưa Panama vào danh sách các thiên đường thuế của họ.

#### Đức
Bộ trưởng tài chính bang Bayern Markus Söder (CSU) kêu gọi các phương tiện truyền thông, hãy giao các tài liệu cho các cơ quan an ninh và thuế vụ. "Không thôi tất cả chỉ là suy đoán." Trả lời thông tấn xã DPA (Deutschen Presse-Agentur) ở München, phóng viên Frederik Obermaier của báo Süddeutsche Zeitung nói sẽ không giao tài liệu cho nhà cầm quyền. "Chúng tôi không phải cánh tay dài của nhà cầm quyền. Chúng tôi chỉ là nhà báo.", " Cơ quan điều tra tội phạm có đủ phương tiện trong tay để đối phó với những việc phạm pháp. Câu hỏi đặt ra là họ có sử dụng những phương tiện đó không."  Công tố viên Köln từ một năm nay đã bắt đầu điều tra Mossack Fonseca về tội giúp đỡ trốn thuế, sau khi sở quan thuế của bang Nordrhein-Westfalen năm ngoái đã mua một CD với tài liệu mật của Mossack Fonseca với giá gần 1 triệu Euro. Theo báo SZ, các đài truyền hình NDR, WDR, nhiều nhà băng ở Nordrhein-Westfalen đã báo cáo là có nghi ngờ Mossack Fonseca phạm tội rửa tiền. Các nhà băng này cũng dính líu về vụ giúp đỡ trốn thuế nói trên. Commerzbank đã trả tiền phạt 17,1 triệu Euro, còn HSH Nordbank và Hypo-Vereinsbank trả mỗi hãng khoảng 20 triệu Euro .

#### El Salvador
Công tố viên El Salvador cho biết, cảnh sát đã khám xét một văn phòng Mossack Fonseca ở nước này để tìm bằng chứng về công dân có thể có dính líu tới các vụ trốn thuế.

#### Hà Lan
Bert Meerstadt đã từ chức thành viên hội đồng quản trị nhà băng ABN Amro vào ngày 7.4, sau khi có tin ông ta 15 năm trước đây đã mở một công ty hộp thư tại BVI.

#### Iceland
Phe đối lập đã làm đơn bỏ phiếu bất tín nhiệm thủ tướng Sigmundur Gunnlaugsson. Theo tài liệu Panama, Gunnlaugsson từ mùa thu 2007 cùng với người bồ, mà sau này là vợ, chủ nhân công ty Wintris Inc. ở Quần đảo Virgin thuộc Anh. Cả triệu Dollar đã được bỏ vào đó từ tiền bồ ông thừa hưởng từ cha bà. Năm 2009 khi ông được bầu làm đại biểu quốc hội, ông không nhắc gì tới phần tại công ty này. Cuối năm đó, ông đã bán phần của mình cho bồ của ông với giá 1 Dollar. Thủ tướng Gunnlaugsson tuy không chịu từ chức, nhưng sẵn sàng chấp nhận bầu cử lại. Tổng thống Iceland Ólafur Ragnar Grímsson nói với báo chí địa phương, Gunnlaugsson đã nhờ ông, giải tán quốc hội. Tuy nhiên vào buổi chiều cùng ngày, đảng Tiến bộ loan báo Thủ tướng Sigmundur Gunnlaugsson đã tuyên bố từ chức. Đảng Tiến bộ dự kiến đề cử ông Sigurdur Ingi Jonhansson, phó chủ tịch đảng hiện giữ chức vụ Bộ trưởng Nông nghiệp và Ngư nghiệp Iceland, thay thế cho ông. Ngay chính tối hônm đó thủ tướng Iceland Sigmundur David Gunnlaugsson lại loan báo, ông không từ nhiệm như tin đã loan trước đây, mà chỉ 'đề nghị' phó chủ tịch của đảng ông đảm nhiệm chức vụ này "trong một thời gian không biết trước là bao lâu." 

#### Liên minh châu Âu
Ủy viên hội đồng tài chính và kinh tế của Liên minh châu Âu Pierre Moscovici dọa sẽ trừng phạt các thiên đường thuế: "Chúng ta phải cùng nhau đưa họ vào danh sách đen của EU và sẵn sàng, trừng phạt họ một cách thích đáng, trong trường hợp họ từ chối không chịu thay đổi." Tuy nhiên EU hiện chưa có danh sách chung này. Trong 28 nước thành viên thì chỉ có 8 nước đưa Panama vào danh sách đen. Có nước đưa 85 nước vào danh sách đen, có những nước trong đó có Đức không có danh sách này. Ông Pierre Moscovici hy vọng trong vòng 6 tháng sẽ có danh sách chung.

#### New Zealand
Cục Doanh thu nội địa (Inland Revenue Department) của New Zealand cho biết rằng họ đang làm việc để có được thông tin chi tiết của người dân trả thuế tại nước này mà dính líu tới những sắp đặt do Mossack Fonseca cung cấp.

#### Nga
Theo thông tấn xã Nga Tass, những dấu vết trong "Panama Papers" có liên quan đến Putin được coi ở Nga chỉ là tuyên truyền của phương Tây. Tại quốc hội Nga chủ tịch ủy ban An ninh, Irina Jarowaja nói, có nhiều cuộc tấn công của các mật thám vào tổng thống Vladimir Putin: "Đây chỉ là một trong những mũi chích thuốc độc với hy vọng, là cái liều thuốc tới lúc nào đó sẽ có hiệu quả ". Ở Nga hai tờ báo "Wedomosti" và "Nowaja Gaseta", có tham dự vào cuộc điều tra, đã tường thuật chi tiết về những kết nối ở Nga trong "Panama Papers". Ngày 4-4, phát ngôn viên Điện Kremlin của Nga Dmity Peskov cảnh báo "hồ sơ Panama" là một âm mưu gây bất ổn tình hình chính trị tại nước này trước thềm bầu cử.
Tổng thống Nga Vladimir Putin ngày 8.4 lần đầu tiên bình luận về vấn đề này, cho là, với "Tài liệu Panama" những thế lực ngoại quốc muốn tạo những sự bất ổn tại Nga, bằng cách đưa ra những nghi vấn về tham nhũng ở Nga.
Trong một buổi nói chuyện trực tiếp với dân chúng vào ngày 14.4 Putin đã chỉ trích báo „Süddeutschen Zeitung", rằng những tiết lộ trong tài liệu Panama Papers là do Hoa Kỳ lèo lái. Ông cho là qua một Holding tờ báo này thuộc nhà băng đầu tư Hoa Kỳ Goldman Sachs. Điện Kreml ngày hôm sau đã xin lỗi cho sự sai lầm của tổng thống Nga Vladimir Putin về tin chủ nhân của tờ báo „Süddeutschen Zeitung". Theo thông tấn xã Interfax, phát ngôn viên Dmitri Peskow nói ở Moskva, đó là lỗi của người đã đưa cho tổng thống tin tức này mà không được kiểm tra lại.
Gần 2 tuần sau khi hồ sơ Panma được đưa ra ánh sáng, tài sản của Putin đã được công bố, theo đó, năm 2015 theo khai thuế chính thức ông chỉ kiếm được 118.000 Euro. Ngoài ra Putin có khai làm chủ một căn hộ 77 mét vuông, 3 xe hơi từ thời Liên Xô và một rơ moóc để ở.

#### Panama
Chính phủ Panama tuyên bố họ sẽ "không khoan nhượng" các giao dịch mờ ám và tuyên bố sẽ hợp tác mạnh mẽ với bất kỳ cuộc điều tra pháp lý nào liên quan đến Mossack Fonseca. Ngày 6.4, tổng thống Juan Carlos Varela cho biết, sẽ lập một ủy ban chuyên môn bao gồm các chuyên viên trong và ngoài nước để xem xét những hoạt động tài chính này và đề nghị các biện pháp, để cho các hệ thống tài chính và luật lệ được rõ ràng hơn. Panama là một nước nghiêm túc, mà tôn trọng luật quốc tế và làm việc chung với cộng đồng quốc tế." 
Tối 12-4, cảnh sát và các công tố viên Panama đã tiến hành khám xét trụ sở và các chi nhánh của Công ty luật Mossack Fonseca trên khắp đất nước. Phía công tố viên cho biết đang nỗ lực tìm kiếm các bằng chứng và tài liệu cho thấy công ty đã thực hiện "những hành vi bất hợp pháp" liên quan đến việc hỗ trợ nhiều khách hàng giàu có trên thế giới "rửa tiền" và trốn thuế.

#### Pháp
Các công tố viên tài chính Pháp đã mở một cuộc điều tra, tổng thống Pháp François Hollande nói rằng những người trốn thuế sẽ bị đưa ra tòa và bị trừng phạt.
Bộ trưởng tài chính Michel Sapin qua đài Europe 1 kêu gọi tổ chức OECD, sau việc tiết lộ tài liệu Panama, xếp Panama vào danh sách ốc đảo thuế.
Trụ sở của nhà băng lớn Société Générale ở Paris vì vụ tiết lộ tài liệu Panama đã bị các nhà điều tra tài chính lục soát và nhiều văn kiện bị tịch thu. Nhà băng này đã mở gần một ngàn công ty hộp thư cho các khách hàng. Bộ trưởng tài chính Michel Sapin vào ngày 6.4 đã đòi nhà băng giải thích mọi chuyện liên quan. Ông ta nói, là sẽ đặc biệt quan tâm tới những công ty được lập ra từ năm 2012, năm mà nhà băng này đã hứa sẽ không thiết lập những cấu trúc công ty ma nữa.

#### Singapore
Phát ngôn viên của Bộ Tài chính và Cơ quan Tiền tệ của Singapore cho biết: "Nếu có bằng chứng về việc làm sai trái của bất kỳ cá nhân hay tổ chức nào tại Singapore, chúng tôi sẽ không ngần ngại có những hành động cứng rắn".

#### Tây Ban Nha
Ngày 15-4, quyền Bộ trưởng Công nghiệp, Năng lượng và Du lịch Tây Ban Nha Jose Manuel Soria đã từ chức sau khi các tài liệu từ Hồ sơ Panama cho thấy ông có liên quan đến một công ty bình phong ở hải ngoại. Ông cũng xin thôi luôn cương vị nghị sĩ quốc hội. Theo Hồ sơ Panama, ông Soria giữ chức giám đốc của công ty bình phong U.K. Lines ở Quần đảo Bahamas trong 2 tháng vào năm 1992. Ông giữ chức tổng thư ký của công ty này từ năm 1991-1997 trong thời gian ông làm thị trưởng TP Las Palmas (Tây Ban Nha). Cho đến năm 2002, ông Soria và người em trai vẫn đang là thành viên hội đồng quản trị của một công ty bình phong khác tên gọi Mechanical Trading Limited ở đảo Jersey (lãnh thổ thuộc Vương quốc Anh) 

#### Thái Lan
Một bài viết trên tờ Bangkok Post nói "Cơ quan chống rửa tiền (Anti-Money Laundering Office) (AMLO) đang sưu tầm tin tức về 21 người quốc tịch Thái được tường thuật có trong danh sách những người trên toàn thế giới dùng công ty luật MossFon để rửa tiền và trốn thuế. Báo này tự hỏi, chưa biết rõ bằng cách nào AMLO đạt được số này. Trên thực tế, trong tài liệu Panama bao gồm ít nhất 780 cá nhân và 50 công ty có trụ sở tại Thái Lan. Một số là người ngoại quốc hay công ty mà chủ là người ngoại quốc. Trong số những tên tuổi nổi bật có tổng giám đốc các công ty khổng lồ như Bangkok Land và Phatra Finance).

#### Thụy Sĩ
Sau những tường thuật về những hoạt động mờ ám của cựu tổng thư ký UEFA và bây giờ hiện là chủ tịch của FIFA, Gianni Infantino, cảnh sát liên bang Thụy Sĩ đã khám xét văn phòng trung ương của Liên minh bóng đá châu Âu ở Nyon. Uefa đã xác nhận vào ngày 6.04.

#### Tổ chức Hợp tác và Phát triển Kinh tế
Tổng thư ký Angel Gurría của Tổ chức Hợp tác và Phát triển Kinh tế (OECD) chỉ trích: "Panama là nước lớn cứng đầu cuối cùng, mà vẫn tiếp tục cho phép, các quỹ có cơ sở ở hải ngoại ẩn núp trước các cơ quan thuế vụ và điều tra tội phạm." 

#### Trung Quốc
Chính phủ Trung Quốc đã cố gắng ngăn chặn những đề cập đến Panama Papers trên phương tiện truyền thông xã hội và trong các máy truy tìm dữ liệu. Xem tài liệu Panama như là một cuộc tấn công vào Trung Quốc của truyền thông nước ngoài có phối hợp, các cơ quan thông tin internet tỉnh đã được ra lệnh miệng ngay lập tức xoá các báo cáo về tài liệu Panama, và không để cho theo dõi các nội dung có liên quan bất kể trường hợp nào. Các trang web được ra lệnh rút một bài tựa đề "tài liệu Panama rò rỉ, Putin trong vụ bê bối rửa tiền 200 triệu USD" và những câu chuyện liên quan từ trang chủ và chuyển các nội dung liên quan đến các phần của trang mạng ít được xem tới. Theo quan sát của BBC, tới cuối ngày 4-4, nhiều nội dung trên mạng xã hội đã biến mất, ít nhất 481 cuộc trao đổi đã bị xóa khỏi chủ đề bàn luận trên mạng, nhiều nội dung chia sẻ trên Wechat cũng bị xóa. Hong Lei, phát ngôn viên của Bộ Ngoại giao Trung Quốc, trả lời rằng ông "không bình luận" cho "những cáo buộc vô căn cứ như vậy" tại cuộc họp báo hàng ngày vào ngày 5 tháng 4.
Ngày 08.04, thành viên đầu tiên của chính quyền Trung Quốc, ngoại trưởng Vương Nghị nói, cuộc đấu tranh chống tham nhũng vẫn tiếp diễn. Hiện đang được điều tra xem những buộc tội có thiệt xảy ra không. Cho tới giờ tài liệu Panama vẫn bị kiểm duyệt hoàn toàn ở đây.

#### Úc
Sở Thuế Úc sau đó thông báo rằng họ đang điều tra 800 cá nhân nộp thuế tại Úc, mà là là khách hàng của Mossack Fonesca và cho rằng một số trường hợp có thể thuộc thẩm quyền nhóm làm việc về tội phạm tài chính nghiêm trọng.

#### Venezuela
Ngày 8 tháng 4, Tổng thống Nicolás Maduro ra lệnh điều tra tất cả các công dân xuất hiện trên tài liệu Panama.

#### Vương quốc Anh
Quan thuế Vương quốc Anh, HM Revenue and Customs, cho biết rằng họ đã tiếp cận ICIJ đẻ có thể truy cập các tài liệu trong hồ sơ Panama và nói rằng họ sẽ "kiểm tra chặt chẽ dữ liệu này và sẽ hành động nhanh chóng và thích hợp".
Cơ quan kiểm sát tài chính Anh đã cho các nhà băng ở nước này một thời hạn tới ngày 15.4, để trình bày quan hệ của họ với công ty Mossack Fonseca. DChir riêng nhà băng HSBC đã thành lập 2300 công ty hộp thư.

#### Peru
Ngày 11 tháng 4, các nhà chức trách cơ quan quản lý thuế và cảnh sát Peru (Sunat) đã khám xét văn phòng đại diện của công ty luật Mossack Fonseca tại nước này

#### WikiLeaks
Nhà báo điều tra người Iceland và cũng là phát ngôn viên của WikiLeaks Kristinn Hrafnsson kêu gọi hãy công bố toàn bộ nội dung của tài liệu Panama. Hrafnsson, mà làm việc về vụ Cablegate năm 2010, nói giữ lại các tài liệu thì có thể hiểu được để làm gia tăng tối đa tác động, nhưng cũng nói rằng, cuối cùng tài liệu phải được công bố hoàn toàn cho mọi người tham khảo.

#### Hội Chữ thập đỏ quốc tế
Báo Le Monde cho biết Công ty luật Mossack Fonseca đã lợi dụng uy tín của Hội Chữ thập đỏ quốc tế để che giấu tiền bẩn. Công ty luật Mossack Fonseca đã cho khách hàng sử dụng hai quỹ Brotherhood Foundation và Faith Foundation để sở hữu cổ phần trong các công ty bình phong. Khoảng 500 công ty đã sử dụng một trong hai quỹ trên. Chủ tịch Hội Chữ thập đỏ quốc tế Peter Maurer khẳng định: "Chúng tôi không liên quan đến Mossack Fonseca và không bao giờ nhận tiền từ phía họ". Ông đánh giá nguy cơ rõ ràng quá lớn nếu giả dụ tên tuổi của Hội Chữ thập đỏ quốc tế dính tới công ty bình phong của một bên tham chiến nào đó.

#### Đan Mạch
Ngày 7 tháng 9 năm 2016, Đan Mạch trở thành quốc gia đầu tiên mua lại dữ liệu về những công dân trốn thuế để điều tra 600 công dân nước này nghi trốn thuế. Bộ trưởng Thuế vụ Đan Mạch Karsten Lauritzen cho biết ông không biết ai là người đã chào bán dữ liệu cho Chính phủ Đan Mạch. Ông tiết lộ rằng chính phủ liên lạc với người này thông qua các kênh đã được mã hóa. Nguồn tin ẩn danh đã gửi kèm một tập dữ liệu mẫu ban đầu cho Chính phủ Đan Mạch cùng với lời chào bán. Bộ Thuế vụ Đan Mạch đã thẩm định và kết luận rằng dữ liệu ban đầu này là tin cậy.

## Tin đăng trên báo Việt Nam

### Báo Việt đăng lại tin
- Báo Infonet, trang tin CafeF, tạp chí Viettimes, tạp chí VietQ, tạp chí Doanh nghiệp Việt Nam đăng: Tổng thống Nga Vladimir Putin đã nhận được lời xin lỗi của các quan chức cấp cao Mỹ về việc ông không liên quan đến vụ scandal rò rỉ Hồ sơ Panama. Đó là tuyên bố của Thư ký báo chí Tổng thống Nga – Dmitry Peskov, khi trả lời câu hỏi của phóng viên Hãng tin Lenta.ru hôm 8/4.[101]

## Chuyển thể thành phim
Năm 2016, Netflix mua bản quyền cuốn sách nói về vụ Hồ sơ Panama có tên Panama Papers: Breaking the Story of How the World's Rich and Powerful Hide Their Money (Hồ sơ Panama: Đằng sau cách thức giấu tiền của những người giàu có và quyền lực nhất thế giới) của hai nhà báo Bastian Obermayer và Frederik Obermaier để chuyển thể thành kịch bản phim với sự tư vấn, góp ý của Liên đoàn nhà báo điều tra quốc tế (ICIJ). Phim có sự tham gia của nhà sản xuất John Wells.